# Іванопілля
Іванопі́лля — село Костянтинівської міської громади Краматорського району Донецької області, України.

## Загальні відомості
Відстань до центру громади становить близько 8 км і проходить автошляхом Т 0516. Розташоване на правому березі річки Кривий Торець. Поблизу села знаходиться геологічна пам'ятка природи загальнодержавного значення Балка Кравецька.

## Історія

### Козацька доба
Заснування поселення в долині річки на місці сучасного поселення відносять до  першої половини (30-40-і роки) XVIII століття. Старожили Іванопілля передають з покоління в покоління переказ, що колись жив у балці різьбяр по каменю - Кравець, що й стало найменуванням топоніму Балка Кравецька.
На плані Катерининської провінції від 1 березня 1768 року по правому берегу Кривого Торця від впадіння в нього річки Клебан Бик до території сучасної Костянтинівки нанесено два хутори та козача ставка:
- ставка Кривецька;
- хутір Солеварний;
- хутір Солдата Литвинова.

В той період часу правий берег Кривого Торця заселяли козаки Бахмутського козацького полку. Отже сучасне Іванопілля пролягло буквально на кордоні між вольностями Війська Запорозького та південними кордонами Російської імперії, які заселяли слобідські та донські козаки.
На території сучасної Костянтинівки на мапі 1768 року нанесено маєток полковника Шабельського. Згідно сенатського указу від 27 жовтня 1748 року із козаків бахмутських, торських і маяцьких був сформований Бахмутський кінний козацький полк чисельністю 300 осіб. Ротмістр Іван Васильович Шабельский був призначений полковником Бахмутського козацького полку.

Зі ставок відбувалося спостереження за кордоном між Катерининської провінцією та вольностями Війська Запорозького. Д.І. Яворницький у своїй праці "Історія запорозьких козаків" наводить опис межі запорозьких вольностей від 1772 року:
«Від вершини Орелі, з-під фортеці Трійчастої, до вершини Береки, а вона прямо над лінією проти Петровської фортеці в Донець, що впала на гирло оній, в яку Береку впадають річки Бритай та Камишувата; від гирла річки Береки прямо Донцем до Тавалського байрака по званій новій чорті Княжем Косоговим ровом робленої до Теплянського Святогірським монастирем владного лісу; звідти ж за тією чортою Голою долиною на гору до урочища Сіркової могили, де нині форпостстоїть; від тієї могили в Сухий-Торець на Сіркову гатку; від гатки до урочища річки Бичка, званого нині Клибиною; через той же Бичок у Кривий-Тор на Піщаний брід і через вершину річки Кринки на прикордонні поблизу Міуса дві могилки, від могилок через Міус на вершину Морського Чулека; від Чулека на гирлі Темерника, що впадає в річку Дон, до граничних могил»

### Імперська доба
Заснування сучасного села датується початком XIX століття. У 1803 році землю в районі сучасної Костянтинівки отримує поміщик П. Плещеєв. Тоді ж ним заселені кріпаками з Харківської губернії та Слов’яносербського повіту села Петрівка (Пісчанка) та Іванопілля.
Іванопілля заснував син поміщика - Іван Плещеєв. Основними промислами селян були сільське господарство та вуглевидобуток. Борошно виготовлялось на вальцювальному млині, де працювало 7 робітників. У 1810 почали видобувати вугілля 15 000 пудів на рік для печей та ковальства.
Школу в селі ще до революції збудував місцевий поміщик Плещеєв. У 1966 році відкрився новий навчальний корпус.
Вуглевидобуток в Іванопіллі міг здійснюватися відкритим способом, за допомогою штолень (похилих свердловин) або шахт. Сьогоднішні дослідження на території виявили наявність відвалів. Видобуток на околицях Іванопілля припинився наприкінці 70-х років 19 століття, коли на Донеччині розпочалася інтенсивна промислова розробка вугілля.
За даними на 1859 рік у власницькому селі Іванопілля (Плещеєва) Бахмутського повіту Катеринославської губернії мешкало 61 особа (31 чоловічої статі та 30 — жіночої), налічувалось 13 дворових господарств.
У 1908 році в селі Іванопіль Сантуринівської волості мешкало 427 осіб (218 чоловічої статі та 209 — жіночої), налічувалось 65 дворових господарств.
Назва Іванопіль, ймовірно, є помилковою у записі за 1908 рік. Адже на всіх мапах село зазначене саме як Іванопілля, де м'який знак часто був нанесений на інших лініях і назва могла бути невірно прочитана.

### Радянський період
Радянська окупація села відбулася в січні 1918 року, тоді ж обрали раду селянських депутатів (голова — К. Д. Коваленко). Комітет незалежних селян виник 1920 року.
1931 року 3 дрібні колгоспи об’єдналися в один — ім. Петровського (пізніше — ім. XX з’їзду КПРС). Головою артілі обрали І. О. Вессе — румуна за національністю. Під час національно-визвольних змагань він проходив службу в австро-угорській армії, і здався в полон. У квітні 1929 року обраний головою Іванопільської сільської Ради.
Основний виробничий напрям — м’ясо-молочне тваринництво. Розвинуте рільництво та овочівництво. Також відзначалося птахівництво.
1937 року в старому колгоспному саду було збудовано школу. У будівництві брали участь усі жителі. 1965 року школу перебудували, додали актову та спортивну залу, буфет, 8 класних кімнат. У середній школі 31 учитель навчав 378 учнів.
За участю голови колгоспу А. Б. Сорокіна на початку 60-х років побудовані клуб та дитсадок. Будинок культури на 350 місць, дитяча районна бібліотека з книжковим фондом 23 тисячі екземплярів, медичний пункт, ветеринарна ділянка, дитячий садок на 55 місць.
Працювали також кафе-закусочна, кондитерський цех, колгоспна їдальня, павільйон побуту та відділення зв'язку.
1998 року в селі розпочато газифікацію, що тривала 10 років за допомогою ініціативних груп. За рахунок коштів територіальної громади прокладено 10,6 км. газопроводу. 2008 року на останній вулиці села Іванопілля в будинках з'явився газ.

## Населення

### Мова
Розподіл населення за рідною мовою за даними перепису 2001 року:
| Мова            | Кількість | Відсоток |
| --------------- | --------- | -------- |
| українська      | 1143      | 77.97%   |
| російська       | 315       | 21.48%   |
| німецька        | 3         | 0.20%    |
| білоруська      | 2         | 0.14%    |
| болгарська      | 1         | 0.07%    |
| інші/не вказали | 2         | 0.14%    |
| Усього          | 1466      | 100%     |

## Транспорт
Селом пролягають автошлях С050816 (Іванопілля — Олександро-Шультине). В Іванопіллі розташований зупинний пункт 6 км.

## Освіта
У селі працює дитячий садок № 2 «Червона шапочка» та Іванопільська гімназія Костянтинівської міської ради

## Мешканці
- Бучок Валентина Миколаївна (народилася 13.08.1965) — в лютому 2017 року була захоплена та піддавалася катуванню[8] у в'язниці «МГБ ДНР» «Ізоляція» через підозру у вбивстві російського бойовика «Мотороли». Наприкінці 2017 року її обміняли.[9]

## Видатні уродженці
- Федорченко Анатолій Павлович — білоруський архітектор;
- Пишний Віктор Семенович — скульптор;
- Юрій Ряст — поет, публіцист, перекладач.[10]